# Nozay (Loire-Atlantique)
Nozay település Franciaországban, Loire-Atlantique megyében. Lakosainak száma 4280 fő (2022. január 1.). Nozay Jans, Abbaretz, Marsac-sur-Don, Puceul, Treffieux, Vay és La Grigonnais községekkel határos.

## Népesség
A település népességének változása:
| Lakosok száma | 3242 | 3158 | 3050 | 3581 | 3956 | 4087 | 4150 | 4195 | 4216 | 4280 |
|               | 1968 | 1982 | 1990 | 2006 | 2013 | 2015 | 2017 | 2019 | 2020 | 2022 |